# Leptocereus
Leptocereus és un gènere de cactus natius de Cuba, Antilles i les illes del Carib.

## Taxonomia
- Leptocereus arboreus
- Leptocereus assurgens
- Leptocereus carinatus
- Leptocereus ekmanii
- Leptocereus grantianus
- Leptocereus leonii
- Leptocereus maxonii
- Leptocereus paniculatus
- Leptocereus prostratus
- Leptocereus quadricostatus
- Leptocereus santamarinae
- Leptocereus scopulophilus
- Leptocereus sylvestris
- Leptocereus weingartianus
- Leptocereus wrightii